# Egon von Wangenheim
Egon Freiherr von Wangenheim (* 10. Januar 1899 in Berlin; † 13. Dezember 1968 in Ostercappeln) war ein deutscher Politiker (CDU) aus der Familie von Wangenheim und Mitglied des Niedersächsischen Landtages.

## Leben
Nach einem Notabitur im Ersten Weltkrieg ging Wangenheim zum Militär und war aktiver Kriegsteilnehmer von 1916 bis 1918, zuletzt im Rang eines Offiziers. Nach seiner Verabschiedung aus dem Militärdienst absolvierte er in Pommern eine landwirtschaftliche Ausbildung und arbeitete als Verwalter. Er wurde für die Industrie-Bank und die Zentral-Bodenkredit AG als Güterdirektor und Treuhänder seit 1930 tätig. Parallel betätigte er sich in diversen Wirtschaftsverbänden und staatlichen Behörden als Mitglied des Vorstandes oder als Sachverständiger. Zu Beginn des Zweiten Weltkrieges wurde er als Offizier der Reserve wieder einberufen. Er geriet kurz in amerikanische Kriegsgefangenschaft, aus der er 1945 wieder entlassen wurde. Danach arbeitete er bis 1950 als Hofverwalter und für die Landwirtschaftskammer Weser/Ems als Sachverständiger im Kreis Wittlage. Schließlich wurde er in einer Strickwarenfabrik Teilhaber.
Wangenheim engagierte sich nach 1945 auf Kreis- und Landesebene in der Vertriebenenbewegung. Er gründete einen CDU-Kreisverband und übernahm ab 1947 dessen Vorsitz. Er wurde in den Kreistag gewählt und übernahm auch dort den Fraktionsvorsitz.
Vom 6. November 1957 bis 5. Mai 1959 war er Mitglied des Niedersächsischen Landtages (3. Wahlperiode). Er wirkte vom 10. April 1958 bis 5. Mai 1959 als Vorsitzender im Zonengrenzausschuss. Nach dem 6. November 1957 war er Mitglied der DP/CDU-Fraktion.
Er war verheiratet und hatte vier Kinder.